# Казанский собор (Сызрань)
Собор Казанской иконы Божией Матери (Каза́нский собо́р) — православный храм в городе Сызрани Самарской области, кафедральный собор Сызранской епархии Русской православной церкви.

## История
Это ныне единственный в Сызрани храм во имя Казанской иконы Божией Матери. Его насыщенная событиями история делится как бы на два периода: 1866—1943 годы и с 1944-го по наши дни.
1866-1943 годы
К середине XIX века стало, ясно, что Христорождественская церковь на территории Сызранского кремля в силу её естественного износа, а также малой вместимости не отвечает званию городского кафедрального собора. Решено было построить новый соборный храм на территории бывшего Богородичного женского монастыря — в том месте, где уже стояла износившаяся к этому времени каменная церковь во имя Казанской иконы Божией матери, возведённая ещё в 1742 году.
Закладка первого камня состоялась 26 июля 1866 года по старому стилю на месте разобранной Казанской церкви. Был создан попечительский совет, в который вошли настоятель собора протоиерей Арсений Успенский, прихожане: купец Борис Ипатьевич Колпаченков, Городской голова Алексей Иванович Леднёв, старосты церкви Пётр Серебряков и Михаил Сысуев, которые и были главными благотворителями.
На возведение нового храма было собрано более шести тысяч рублей. Всего же на строительство собора и отдельно стоящей колокольни было потрачено около 70 тысяч рублей. Строительством руководил архитектор Александр Анатольевич Тамаринский. За основу для храма был взят один из «образцовых» проектов, разработанных Константином Тоном.
21 июля 1872 года епископ Симбирский и Сызранский Евгений (Сахаров-Платонов) освятил во имя Казанской иконы Божией Матери главный престол. 23 декабря того же года, по благословению епископа Евгения, первый настоятель Казанского собора протоиерей Арсений Успенский освятил престол в приделе святого Александра Невского. Этот престол был устроен по желанию сызранских прихожан в память избавления Государя Императора Александра II, посещавшего Сызрань в 1871 году, от рук убийцы (как известно, покушение на царя совершил 4 апреля 1866 г. Дмитрий Каракозов).
Тогда же, в 1872 году, к Казанскому собору была приписана Спасская церковь с престолом в честь Нерукотворного Образа Христа Спасителя.
Отделочные и небольшие строительные работы продолжались довольно долго. В 1887 году были расписаны масляными красками внутренние стены собора. К 1898 году Казанский собор был значительно расширен за счёт пристроенной к нему трапезной части и стал выглядеть более величественным. Посетивший в 1900 году собор епископ Симбирский и Сызранский Никандр (Молчанов) отмечал: «Просторный и величественный Сызранский собор, расширенный пристроем с западной стороны может считаться первым в Симбирской епархии, а по тому громадному количеству бывающих здесь богомольцев вполне соответствует своему назначению…».
В 1902 году ежегодный капитал собора составлял 2 106 руб. 67 коп. Церковный причт состоял из протоиерея, двух священников, диакона и трех псаломщиков. На содержание причта расходовалось: 75 процентов арендной платы за каменные лавки, принадлежавшие собору (что составляло около 800 рублей в год), доход от одного из церковных домов, а также проценты с причтового капитала в размере 13 550 рублей.
Прихожан в соборе в 1902 году в 129 дворах было: 542 мужчины и 646 женщин. Церковное попечительство существовало с 1877 г. В приходе действовали два училища: городское трехклассное и первое приходское женское.
В мае 1906 года состоялся перенос колоколов со старой колокольни на новую. Однако не прошло и двух месяцев после этого, как 5 июля город постиг самый страшный в его истории пожар. Сызрань выгорела дотла. Божией милостью уцелели святыни: Казанский собор, Сретенский и Вознесенский монастыри и несколько храмов. Казанский собор был спасен от огня благодаря сторожу, вовремя потушившему пламя, перекинувшееся на храм. Сгорела только храмовая сторожка и частично обгорела колокольня, которые быстро были восстановлены.
После Октябрьской революции 1917 г. Казанский собор избегал своего закрытия дольше, чем какие-либо другие сызранские храмы, являясь последним оплотом православия в городе. Однако в середине 30-х годов, в самом разгаре борьбы с религией, и он не миновал печальной участи.
С 1944 года
Второе рождение Казанский собор пережил в 1944 году. Его повторное открытие связано с улучшением отношения государства к религии, активным участием верующих в Великой Отечественной войне. Конечно, к тому времени от храма остались только голые стены. Прихожанам пришлось все начинать заново. Многие приносили из дома хранившиеся иконы, жертвовали деньги на проведение восстановительных работ.
В 1960-х годах в соборе устроены ещё 2 придела: во имя равноапостольного князя Владимира и в честь иконы Введения Пресвятой Богородицы.
Весной 2021 года, в рамках предстоящего в 2022 году 150-летия Казанского собора, по благословению правящего архиерея — епископа Сызранского и Шигонского Леонтия, начался сбор пожертвований на приобретение нового комплекта колоколов. Люди охотно откликались на призыв, и 20 июня 2021 года Казанский собор обрел новый голос.